# Carl Jellouschek
Carl Johann Jellouschek OSB (* 31. Oktober 1887; † 6. August 1961) war ein österreichischer Benediktiner, Universitätsprofessor und Mitglied der Wiener Katholischen Akademie. Zunächst war er Mönch des Wiener Schottenstiftes und ab 1926 Mönch des Stiftes Seitenstetten.

## Leben
Jellouschek absolvierte in seiner Heimatstadt Linz das Gymnasium mit Auszeichnung. 1906 trat er in das Wiener Schottenstift ein und legte dort am 9. Oktober 1910 die feierliche Profess ab. Zum Priester geweiht wurde er am 23. Juli 1911. 1914 erwarb er das Doktorat der Theologie an der Wiener Fakultät und 1915 die Befähigung für das Religionslehramt an Mittelschulen. Neben seiner Tätigkeit als Religionslehrer am Schottengymnasium vertiefte er sich unter der Leitung Martin Grabmanns in die scholastische Theologie.
1918 habilitierte sich Jellouschek an der Wiener Universität und war vorübergehend auch als Dogmatikprofessor an der Benediktineruniversität Sant’Anselmo in Rom tätig. Seit 1926 war Carl Jellouschek Konventuale des Benediktinerstiftes Seitenstetten. 1935 zum ordentlichen Professor der Fundamentaltheologie und Apologetik an der Wiener Theologischen Fakultät ernannt, übernahm er 1938 die Lehrkanzel für spezielle Dogmatik. In den Jahren 1945/46, 1951/52 und 1957/58 war er Dekan der Theologischen Fakultät und amtierte im Studienjahr 1955/56 als Rektor der Universität Wien. Seit 1958 emeritiert, widmete sich Jellouschek der Erforschung der mittelalterlichen mystischen Theologie. Auch im Rahmen der Wiener Katholischen Akademie trat er mit dogmatischen Vorlesungen hervor.
Neben seiner wissenschaftlichen Tätigkeit war Pater Carl Jellouschek einige Jahre als Novizenmeister, Instruktor der Laienbrüder und zuletzt als Superior des Seitenstettener Hauses in Wien tätig. Begraben wurde er am 12. August 1961 in Seitenstetten.

## Schriften (Auswahl)
- Verteidigung der Möglichkeit einer anfangslosen Weltschöpfung durch Herveus Natalis, Joannes a Neapoli, Gregorius Ariminensis und Joannes Capreolus (Paderborn 1912).
- Zur Lehre der Unterscheidung von Wesenheit und Dasein in der Scholastik des Predigerordens (1916).
- Johannes von Neapel und seine Lehre vom Verhältnis zwischen Gott und Welt. Ein Beitrag zur Geschichte der ältesten Thomistenschule (Wien 1918).
- Maria im Lichte der Glaubenswissenschaft (Hg. mit Abt Hermann Peichl) (Wien [1955 erschienen] 1956).
- Inhalt und Entfaltung des Dogmas von der Unbefleckten Empfängnis Marias (Wien 1956).
- Die ältesten Wiener Theologen und das Dogma vom Jahre 1950. Inaugurationsvortrag gehalten am 10. November 1955 (Wien 1956).

| Personendaten    | Personendaten                                           |
| ---------------- | ------------------------------------------------------- |
| NAME             | Jellouschek, Carl                                       |
| ALTERNATIVNAMEN  | Jellouschek, Carl Johann                                |
| KURZBESCHREIBUNG | österreichischer Benediktiner und Universitätsprofessor |
| GEBURTSDATUM     | 31. Oktober 1887                                        |
| STERBEDATUM      | 6. August 1961                                          |